# Albuñán
Albuñán es una localidad y municipio español perteneciente a la provincia de Granada, en la comunidad autónoma de Andalucía. Está situado en la parte central de la comarca de Guadix. Limita con los municipios de Guadix, Valle del Zalabí, Jérez del Marquesado y Cogollos de Guadix. Otras localidades cercanas son Alcudia de Guadix, Exfiliana, Lanteira y Alquife. Este pequeño pueblo se encuentra en el límite norte del parque natural de Sierra Nevada.

## Toponimia
Según la grafía árabe con la que el nombre de Albuñán aparece registrado en el archivo municipal de Guadix, su topónimo ("al-Bunyán") significa «el edificio», sin que se sepa realmente a cuál en concreto podría hacer referencia. Aunque no se ha podido averiguar el periodo exacto de su fundación, sí se sabe que este pueblo tiene origen medieval.

## Historia
Como otros muchos pueblos de Granada, Albuñán empezó a crecer como núcleo urbano tras la expulsión de los moriscos en el siglo XVI; a partir de entonces, colonos de diferentes partes de España ocuparon sus tierras. En su origen, Albuñán fue una antigua alquería árabe, en la que vivían familias que se dedicaban al cultivo de cereales. Según las crónicas del Marqués de la Ensenada contaba con un pequeño castillo fortaleza del que en la actualidad no se conservan restos. Tras la Reconquista pasó a depender del Obispado de Guadix.
El lugar fue concedido al Marqués de Villena. A partir de ese momento, fue pasando de titularidad hasta llegar al Marqués de Truxillos. En 1833 el municipio pasó a formar parte de la provincia de Granada.

## Demografía
Albuñan cuenta con una población de 422 habitantes (INE 2024).
| Gráfica de evolución demográfica de Albuñan entre 1842 y 2021                                                       |
| |
| Población de derecho según los censos de población del INE Población de hecho según los censos de población del INE |

## Cultura

### Patrimonio
Los monumentos de Albuñán son:
- Iglesia de la Anunciación, construida en el siglo XVI, es una edificación de una sola nave de planta latina, cubierta con artesonado mudéjar de tirantes y decoración geométrica. A ambos lados y mediante arcos de medio punto, se abren dos capillas a la izquierda y una a la derecha. El crucero está cubierto con cúpula sin tambor, mientras que los brazos se resuelven con bóvedas de medio cañón. Destaca en su interior el púlpito del siglo XVII con tornavoz sobredorado y poligonal, dividido por molduras rectangulares. El retablo mayor, fechado en el año 1802, es igualmente interesante por sus tres pies y tres calles que se apoyan en pequeñas ménsulas.

### Museos
El Museo Etnológico de Albuñán recoge la historia y tradición cultural del pueblo, por medio de antiguas piezas de la vida cotidiana y el laboreo.

### Fiestas
El último domingo de mayo celebra la Fiesta de las Flores. Sus fiestas populares se celebran el 4 de octubre, día de San Francisco de Asís y la Virgen del Rosario. Otra fiesta importante es la 'de los emigrantes' el día 15 de agosto. También se celebra San Blas, el Corazón de Jesús y la Virgen del Carmen